# Малоустьикинский сельсовет
Малоустьикинский сельсовет — муниципальное образование в Мечетлинском районе Башкортостана.
Административный центр — село Малоустьикинское.

## История
Согласно Закону о границах, статусе и административных центрах муниципальных образований в Республике Башкортостан имеет статус сельского поселения.
В соответствии с анкетой Уфимского народного комиссара по иногородним делам от 27 февраля 1918 года образован Малоустьикинский сельский Совет и действует по настоящее время.
Границы сельского совета установлены Президиумом БашЦИК от 27 февраля 1918 года, изменены в соответствии с Указом Президиума Верховного Совета БАССР от 19 декабря 1985 года.

## Население
| 2002  | 2009  | 2010  | 2012  | 2013  | 2014  | 2015  |
| ----- | ----- | ----- | ----- | ----- | ----- | ----- |
| 1226  | ↘1182 | ↗1212 | ↘1209 | ↗1235 | ↗1262 | ↘1245 |
| 2016  | 2017  | 2018  |       |       |       |       |
| →1245 | ↘1227 | ↘1210 |       |       |       |       |

## Состав сельского поселения
| № | Населённый пункт | Тип населённого пункта       | Население |
| - | ---------------- | ---------------------------- | --------- |
| 1 | Малоустьикинское | село, административный центр | ↘561      |
| 2 | Нижнее Бобино    | село                         | ↗643      |
| 3 | Верхнее Бобино   | деревня                      | ↘8        |

В разное время на территории Малоустьикинского сельсовета находились:
- хутор Деревушка (упразднена в 1940 году, войдя в состав села Малоустьикинское)[4],
- хутор Заготзерно (упразднён в 1968 году, войдя в состав деревня Верхнее Бобино)[4],
- хутор Аскаровка (упразднён в 1978 году, войдя в состав деревня Нижнее Бобино)[4],
- село Зарека (упразднено в 19** году, вошло в состав села Малоустьикинское)[4],
- посёлок Барышовка (упразднён в 1968 году)[4],
- выселок Среднебобинский (упразднён в 1920 году, вошёл в состав деревни Верхнее Бобино)[4].

## Численность населённых пунктов сельсовета (с 1939 по 2010 гг.)[4]
| Населенный пункт                            | 1939 | 1959 | 1970 | 1979 | 1989 | 2002 | 2010 |
| ------------------------------------------- | ---- | ---- | ---- | ---- | ---- | ---- | ---- |
| Малоустьикинское, село                      | 703  | 816  | 633  | 562  | 435  | 570  | 559  |
| Верхнее Бобино, деревня                     | 333  | 219  | 206  | 55   | 16   | 15   | 8    |
| Нижнее Бобино, село                         | 347  | 365  | 349  | 409  | 494  | 641  | 639  |
| Аскаровка, хутор                            | 10   |      |      |      |      |      |      |
| Барышовка, посёлок                          | 68   | 99   |      |      |      |      |      |
| Деревушка, хутор                            | 13   |      |      |      |      |      |      |
| Зарека, село                                | 116  |      |      |      |      |      |      |
| Хутор второго отделения зерносовхоза, хутор | 11   |      |      |      |      |      |      |

## Руководители (председатели) сельского Совета
1. 1925−1930 гг. — Унжаков Василий Иванович
2. 1930—1932 гг. — Ватолина Екатерина Андреевна
3. 1933—1938 год — Пастухов Николай Владимирович
4. 1939 — октябрь 1941 гг. — Ярушин Илья Емельянович (1906 г.р., член ВКП(б), житель д.Нижнее Бобино)
5. 1942—1944 гг. — Коряков Петр Михайлович
6. 1944 — октябрь 1945 гг. — Мальцев Прокопий Иванович
7. Ноябрь 1945 — 1949 гг. — Пастухов Николай Владимирович
8. 1949—1951 гг. — Коряков Петр Михайлович
9. 1951 — март 1969 гг. — Булатов Андрей Ильич
10. Март 1969 — ноябрь 1969 гг. — Ватолина Мария Федоровна
11. Ноября 1969 — 1981 гг. — Ватолин Леонид Михайлович
12. 1982—1985 гг. — Максимова Галина Григорьевна
13. 1985 — август 1991 гг. — Булатов Леонид Андреевич
14. Сентябрь 1991 — март 1995 гг. — Русинов Юрий Николаевич
15. Апреля 1995 — январь 1997 гг. — Редькин Леонид Васильевич
16. Февраля 1997 — 26 марта 2003 гг. — Худякова Валентина Александровна
17. 27 марта 2003 — 22 марта 2007 гг. — Максимов Виктор Семенович
18. 23 марта 2007 года — Ватолин Владимир Александрович[4]